# گرملین‌ها
گرملین‌ها (انگلیسی: Gremlins) فیلمی در ژانر کمدی ترسناک، فیلم ترسناک، فیلم کمدی به کارگردانی جو دانته است که در سال ۱۹۸۴ منتشر شد.

## بازیگران
- زاک گالیگان
- فوبه کیتس
- پالی هالیدی
- فرانسیس لی مک‌کین
- کوری فلدمن
- جاج رینهولد
- کیه لوک
- اسکات بردی
- دیک میلر
- هری کری جونیور
- استیون اسپیلبرگ
- چاک جونز
- ادوارد اندروز
- گلین ترمن
- جکی ژوزف
- جری گلدسمیت
- جاناتان بانکز
- ویلیام شارلت